# Джовани Парамитиоти
Вижте пояснителната страница за други личности с името Джовани.
Джовани Парамитиоти (на италиански: Giovanni Paramithiotti) е италиански спортен деятел.

## Биография
Роден е във Венеция.
Той е сред учредителите на ФК „Интер“, като също така е избран за първия президент в историята на италианския клуб през 1908 г. Остава на този пост само за година, докато президент на клуба става Еторе Страус през 1909 г.